# Code de pointage (gymnastique artistique)
Pour les articles homonymes, voir Code de pointage.
 (août 2024).
Le code de pointage est un document qui réglemente la notation des épreuves de gymnastique artistique. Il est publié par la Fédération internationale de gymnastique (FIG).
Traditionnellement, le code est mis à jour à la fin de chaque cycle olympique. Les révisions majeures sont censées prendre en compte les nouvelles tendances du sport, d'évaluer ou d'effacer certains mouvements de la table des éléments, ajouter de nouvelles figures soumises par les gymnastes ou encore changer les règles autant que nécessaire. Les révisions mineures du code sont souvent effectuées après les championnats du monde. 
La FIG a aussi en charge la gymnastique rythmique, l'aérobic, le trampoline et à ce titre rédige et publie des codes propres à chacune de ces disciplines. 

## Le nouveau code
En 2006, le code de pointage et tout le système de notation de la gymnastique sont complètement modernisés. Les changements proviennent de la controverse sur la notation du jury au cours des  Jeux olympiques de 2004 à Athènes. Cette controverse met en cause la fiabilité et l'objectivité du système de notation et révèle que l'exécution a été sacrifiée au profit de la difficulté. Ce changement majeur s'inscrit dans la continuité de celui opéré peu avant dans le patinage artistique et qui trouve son origine dans les mêmes irrégularités constatées dans la notation du jury au cours de compétitions internationales. 
Bien que le nouveau code ne soit entré en vigueur que dans peu de compétitions internationales — dont les jeux du Commonwealth en 2006 — il constitue déjà un point de désaccord important au sein de la communauté gymnique. Les tenants du nouveau système estiment que c'est une étape nécessaire au développement de la gymnastique, en promouvant les figures difficiles et un système de jugement plus objectif. Ses opposants craignent que le public, ne comprenant pas la notation, perde son intérêt pour les compétitions de gymnastique et que l'esprit de ce sport change en diminuant l'accent sur l'aspect artistique de la gymnastique. Il y a aussi dissension sur le fait que le nouveau code met fin en pratique à la note parfaite de 10 qui est depuis longtemps le sceau de la gymnastique. 

### Les bases du code 2006
Comme dans l'ancien code, il est attribué à chaque élément de danse ou élément acrobatique un niveau spécifique de difficulté. La classification Super-E a disparu, et la difficulté varie désormais de A (le plus facile) à I (le plus difficile). Les gymnastes peuvent toujours inventer des figures originales et les soumettre à la FIG afin qu'elles soient incluses dans la table des éléments. 
Deux jurys notent chaque enchaînement en évaluant différents aspects de l'exécution. La note finale est la somme de ces deux notes. 
La note D évalue le contenu de l'enchaînement selon trois critères : 
1. valeur de difficulté (VD) : les dix valeurs d'élément les plus hautes de l'enchaînement sont additionnés, avec un maximum de 5 éléments du même groupe d'éléments. Pour une figure de type I un gymnaste obtient 0,9 point et 0,1 point pour une figure de type A  ;
2. exigences de groupe d'éléments (EGE) : les gymnastes doivent, avant la sortie, exécuter des figures parmi trois groupes d'éléments au sol, au cheval d'arçons, aux anneaux, aux barres parallèles et à la barre fixe. À chaque exigence de groupe d'élément présentée 0,5 point est acquis. Un maximum de 1,5 point peut donc être acquis par ce biais. Si le gymnaste présente une sortie de valeur C, 0,3 point est acquis. S'il présente une sortie de valeur D ou supérieure, 0,5 point est acquis  ;
3. valeur de liaison (VL) : des points supplémentaires sont accordés pour la combinaison de deux éléments ou davantage.

Bien que le jury de la partie D ne procède pas à des déductions, il peut décider de ne pas accorder les points de VL ou EGE dans le cas de chutes. Un gymnaste peut également perdre les points de VL s'il exécute des pas supplémentaires ou ménage des pauses dans des figures qui devaient être combinées. 
La note E évalue la performance globale, c'est-à-dire « la composition, les fautes techniques et la qualité esthétique » de l'enchaînement. La note de base est 10. Les juges enlèvent des points pour chaque faute (mauvaise tenue de corps, mauvaise exécution technique, mauvaise composition). Les pénalités pour cause de chute sont incluses dans cette note et valent désormais 1 contre 0,5 puis 0,8 auparavant. Les pénalités s'échelonnent en fonction de la gravité de la faute commise : 0,1, 0,3, 0,5 ou 1,0.
La note D et la note E sont additionnées pour former la note finale du gymnaste. 
Ce système de jugement s'applique à toutes les compétitions masculines comme féminines à l'exception du saut de cheval. Le jugement du saut de cheval est quelque peu différent :
- chaque saut a une valeur en point spécifique dans le code. La note D est donc simplement cette valeur. Chaque gymnaste exécutant le même saut se retrouve avec le même nombre de points ;
- la note E est la plus importante sur cet appareil. Le jury part de 10 et déduit des points pour toute faute technique ou erreur de réception.

Comme pour les autres agrès la note D et la note E sont additionnées pour former la note finale du gymnaste.

## L'ancien code
L'ancien code est basé sur le système de notation sur 10. 
Figure : chaque élément acrobatique ou de danse est évalué de A (le plus facile) à Super E (le plus difficile) dans le tableau des éléments. Un gymnaste gagne des points en exécutant des figures difficiles isolées ou en combinaison. 
Éléments imposés : la composition de l'enchaînement est définie par le gymnaste ou son entraineur pour chaque appareil sauf pour le saut de cheval où une liste d'éléments exigés doit être exécutée.
Note de base : la note de base est constituée par l'exécution de tous les éléments requis. Sa valeur change au cours des ans mais elle est couramment de 9,40. 
Valeur de base : la valeur de base de chaque enchaînement est obtenue en additionnant à la note de base tous les points bonus résultant de l'inclusion d'éléments de difficulté et de combinaisons particulières. Par ce biais, un gymnaste cherche le plus souvent à obtenir une valeur de base aussi proche que possible de 10. 
En ce qui concerne le saut de cheval, chaque saut s'est vu attribuer une valeur de base dans le code.
La note est déterminée en soustrayant toutes les déductions résultant des fautes techniques, des mauvaises réceptions, des chutes ou encore des non respects de la valeur de base.